# Otelec
Otelec (em húngaro: Ótelek; em alemão: Otelek), chamada  Ungureni no período entreguerras, é uma comuna do județ (distrito) de Timiș, na região histórica do Banato (parte da Transilvânia), Roménia. Em 2011 tinha 1 499 habitantes e em 2016 estimava-se que tivesse 1 852 habitantes. A comuna tem 83,14 km² de área e duas aldeias: Otelec e Iohanisfeld (em húngaro: Jánosfölde; em alemão: Johannisfeld).
Otelec situa-se à beira do Canal de Bega, que liga Margina e Timișoara à Sérvia. A fronteira sérvia fica 6 km em linha reta a sul da aldeia. 
Em termos étnicos, segundo o censo de 2011, 57,2% da população era romena e  37,8% húngara. Em termos religiosos, 50,4% dos habitantes eram fiéis da Igreja Ortodoxa Romena e 38,1% católicos romanos.